# Ільїн Валерій Юрійович
Вале́рій Ю́рійович Ільї́н (нар. 6 травня 1975, с. Семибугри, Камизякський район, Астраханська область, РФ) — український вчений, доктор економічних наук.
Коло наукових інтересів: формування корпоративних структур в аграрних підприємствах, теоретичні та методологічні аспекти конкурентоспроможності аграрних підприємств.

## Творча кар'єра
У 1997 році закінчив Луганський сільськогосподарський інститут за спеціальністю «Облік та аудит» та здобув кваліфікацію економіст з бухгалтерського обліку та фінансів;
у 2001 році закінчив Східноукраїнський національний університет імені Володимира Даля і здобув повну вищу освіту за спеціальністю «Державна служба» та кваліфікацію магістра;
у 2008 році захистив кандидатську дисертацію на тему «Формування і розвиток корпоративних структур в аграрному секторі економіки України» у Луганському національному аграрному університеті зі спеціальності 08.00.04, здобув науковий ступінь кандидата економічних наук;
у 2011 році присвоєне вчене звання доцента кафедри бухгалтерського обліку Луганського національного аграрного університету;
у 2011—2014 роки — докторантура Луганського національного аграрного університету;
у квітні 2016 року захистив докторську дисертацію за спеціальністю 08.00.04 на тему: «Конкурентоспроможність аграрних підприємств України в умовах глобалізації: теорія, методологія, практика».

## Робота
з 01.09.1997 р. — 27.04.1998 р. головний бухгалтер КСП ім. Комінтерна Кремінського району Луганської області;
з 05.05.1998 р. — 18.11.2002 р. заступник начальника управління економіки Слов'яносербської райдержадміністрації;
з 19.11.2002 р. — 14.11.2003 р. асистент кафедри обліку та аудиту Луганського національного аграрного університету;
з 17.11.2003 р. — 16.11.2006 р. аспірант Луганського національного аграрного університету;
з 01.09.2006 р. — 01.10.2008 р. асистент кафедри маркетингу Луганського національного педагогічного університету імені Тараса Шевченка;
з 02.10.2008 р. — 10.05.2011 р. доцент кафедри бухгалтерського обліку Луганського національного аграрного університету;
з 11.05.2011 р. — 11.05. 2014 р. докторант Луганського національного аграрного університету;
з 14.10.2014 — 01.07.2015 р. завідувач кафедри менеджменту і права Луганського національного аграрного університету;
з 01.07.2015 р. до сьогодні старший науковий співробітник відділу форм господарювання Інституту аграрної економіки НААНУ.
Підготував і веде навчальні дисципліни: аналіз господарської діяльності, менеджмент організацій, операційний менеджмент, корпоративне управління, лідерство, бюджетний облік, облік у зарубіжних країнах, теорія бухгалтерського обліку, фінансовий облік, бізнес-планування, бізнес в торгівлі, вільні економічні зони, збутова діяльність, комерційна діяльність, маркетингова цінова політика, маркетингова політика розподілу, основи підприємництва, поведінка споживача, управління товарною маркою, митна діяльність, економіка підприємств, економіка торгівлі, економічні ризики, регіональна соціальна політика та місцеві фінанси.

## Науковий доробок
Має 140 наукових праць, з них 1 підручник з грифом МОН, 1 навчальний посібник, 1 одноосібна і 5 у співавторстві монографій, 8 навчально-методичних праць, 82 фахових наукових статей, 34 тез.

### Основні роботи
Монографії
- Ільїн В. Ю. Корпоративні структури АПК: монографія / В. Ю. Ільїн, О. В. Кочетков. — Луганськ: Елтон-2, 2009. — 276 с. (16,31 д.а.).
- Ільїн В. Ю. Глобалізація та її вплив на конкурентоздатність підприємств аграрного сектору економіки України: монографія / В. Ю. Ільїн — Луганськ: Ноулідж, 2014. — 436 с. (27,25 д.а.).
- Ильин В. Ю. Вызовы глобализации и антикризисный менеджмент в современных условиях хозяйствования: монография / [Букреев А. М., Зось-Киор Н. В., Ильин В. Ю. и др.] ; под общей ред. А. М. Букреева. — Луганск: Элтон-2, 2011. — 394 с. (24,62 п.л., личный вклад — разработка теоретических основ организационно-экономического механизма антикризисного управления в условиях глобализации, 1,14 п.л.).
- Ільїн В. Ю. Соціально-економічний розвиток регіону в умовах міжнародної інтеграції: перспективи та пріоритети: кол. монографія / В. Ю. Ільїн ; заг. ред. Н. Д. Свірідової. — Луганськ: СНУ ім. В. Даля, 2011. — 295 с. (18,43 д.а., особистий внесок — розглянуто глобалізацію як новий етап розвитку економіки України, 0,51 д.а.).
- Ильин В. Ю. Механизм экономико-правового обеспечения национальной безопасности: опыт проблемы, перспективы / В. Ю. Ильин: кол. монографія — Краснодар, 2012. — 537 с. (33,56 п.л., личный вклад — разработана модель экономических отношений субъектов ведения хозяйства в аграрных и агропромышленных формированиях в условиях глобализации, 0,29 п.л.).
- Ільїн В. Ю. Конкурентоспроможність підприємств в умовах ринкової економіки: у 3-х томах: Т. 2: Теоретико-методологічні основи конкурентоспроможності: [монографія] / [Гаврик В. І., Яценко О. М., Ільїн В. Ю. та ін.]; за заг. ред. В. С. Ніценка, О. В. Захарченка, М. А. Зайця. — Одеса: ВМВ, 2015. — 174 с. (10,87 д.а., особистий внесок — розглянуто фактори та механізми підвищення конкурентоспроможності підприємств, 3,68 д.а.).
- Ільїн В. Ю. Ільїна О.В. Конкурентоспроможність аграрних підприємств на інвестиційно-інноваційних засадах в умовах глобалізації. - Сєвєродонецьк: вид-во "Ноулідж", 2016. - 497 с.

Навчальні посібники:
- Гончаров В. М., Зось-Кіор М. В., Ільїн В. Ю. Корпоративне управління. Навчальний посібник з грифом МОН. — Луганськ: Елтон-2, 2011. — 645 с. (рос.)
- Букреев А. М., Гончаров В. Н., Зось-Кіор М. В., Шевченко М. Н., Ильин В. Ю. Антикризисное управление Учебное пособие / Под ред. проф. А. М. Букреева и проф. В. Н. Гончарова. — Луганск: Элтон-2, 2012. — 416 с. (рос.)
- Букреев А. М., Гончаров В. Н., Зось-Кіор М. В., Захаров С. В., Ильин В. Ю. Кризис-менеджмент. Учебное пособие / Под ред. проф. А. М. Букреева и проф. В. Н. Гончарова. — Новочеркасск, 2012. — 400 с. (рос.)
- Букреев А. М., Гончаров В. Н., Зось-Кіор М. В., Рахметулина Ж. Б., Шевченко М. Н., Ильин В. Ю. Антикризисный менеджмент Учебное пособие / Под ред. проф. А. М. Букреева и проф. В. Н. Гончарова. — Усть-Каменогорск: ВКГУ им. С. Аманжолова, 2013. — 302 с. (рос.)

## Сім'я
Одружений, має двох синів.